# Barunoides albosignata
Barunoides albosignata är en insektsart som först beskrevs av William Lucas Distant 1906.  Barunoides albosignata ingår i släktet Barunoides och familjen Tropiduchidae. Inga underarter finns listade i Catalogue of Life.